# Barrancas Blancas
Barrancas Blancas è una montagna delle Ande situata in Cile. È alta 6.119 m s.l.m..

## Aspetto fisico
Il Cerro Barrancas Blancas o più semplicemente Barrancas Blancas è un vulcano estinto situato interamente nel territorio cileno. 
È la parte più elevata di una cresta vulcanica chiamata Cordón Foerster, lunga circa 20 km, nelle vicinanze della catena montuosa del Ojos del Salado.